# Hillside Cannibals
Pour plus de détails, voir Fiche technique et Distribution.
Hillside Cannibals est un film américain réalisé par Leigh Scott, sorti en 2006. [1] Le film est un mockbuster du film La colline a des yeux, sorti vers le même mois, mais son intrigue incorpore également des éléments d’autres films, y compris Cannibal Holocaust, Massacre à la tronçonneuse et La Maison des mille morts.

## Synopsis
En 1606, Sawney Bean (Leigh Scott), un psychopathe impitoyable, a acquis une notoriété en tant que tueur en série le plus brutal du monde, devançant Jack l'Éventreur et « Bloody Bill » Anderson de plusieurs centaines d’années. Sawney était un cannibale, qui capturait ses victimes et les massacrait, se régalant de leurs cadavres par la suite.
Ses pratiques cannibales sont poursuivies de nos jours par ses descendants lointains, qui habitent dans de vastes grottes dans le désert des Mojaves et se nourrissent de la chair des passants. Un groupe d’adolescents le découvre bientôt en explorant la falaise escarpée où habitent les descendants de Sawney.

## Distribution
- Heather Conforto : Linda
- Tom Nagel : Bill
- Katayoun Dara : Tonya
- Vaz Andreas : Callum
- Frank Pacheco : Magnus
- Erica Roby : Rhiana
- Ella Holden : Amber
- Justin Jones : Mark
- Marie Westbrook : Tog
- Thomas Downey : Towart / M. Pratt
- Crystal Napoles : Tearlach
- Chriss Anglin : Ted
- Louis Graham : le shérif Lachlan
- Leigh Scott : Sawney Bean / David
- Brian J. Garland : Balloch

## Accueil

### Réception critique
Dread Central a critiqué Hillside Cannibal, commentant qu’ils trouvaient le film si désagréable que se saouler stupidement à travers un jeu à boire « est probablement le meilleur moyen de traverser cette épreuve ».
HorrorTalk a également fortement critiqué le film, car ils estimaient que le film avait plusieurs défauts dus à la paresse et que le scénario était « tout simplement terrible ».